# Simplexvirus
Simplexvirus (лат.) — род вирусов из подсемейства альфагерпесвирусов (Аlphaherpesvirinae) семейства герпесвирусов (Herpesviridae). Два вида из этого рода: Human alphaherpesvirus 1 и Human alphaherpesvirus 2 — вызывают заболевания у человека, например, простой герпес. 

## Классификация
По данным Международного комитета по таксономии вирусов (ICTV), на май 2016 г. в род включают 12 видов:
- Ateline alphaherpesvirus 1 [syn. Ateline herpesvirus 1]
- Bovine alphaherpesvirus 2 [syn. Bovine herpesvirus 2] — Вирус герпеса КРС 2, или вирус маммилита КРС[3]
- Cercopithecine alphaherpesvirus 2 [syn. Cercopithecine herpesvirus 2]
- Human alphaherpesvirus 1 typus — Вирус простого герпеса первого типа
- Human alphaherpesvirus 2 — Вирус простого герпеса второго типа
- Leporid alphaherpesvirus 4 [syn. Leporid herpesvirus 4]
- Macacine alphaherpesvirus 1 [syn. Macacine herpesvirus 1]
- Macropodid alphaherpesvirus 1 [syn. Macropodid herpesvirus 1]
- Macropodid alphaherpesvirus 2 [syn. Macropodid herpesvirus 2]
- Panine alphaherpesvirus 3
- Papiine alphaherpesvirus 2 [syn. Papiine herpesvirus 2]
- Saimiriine alphaherpesvirus 1 [syn. Saimiriine herpesvirus 1]